# QI (programa de televisão)

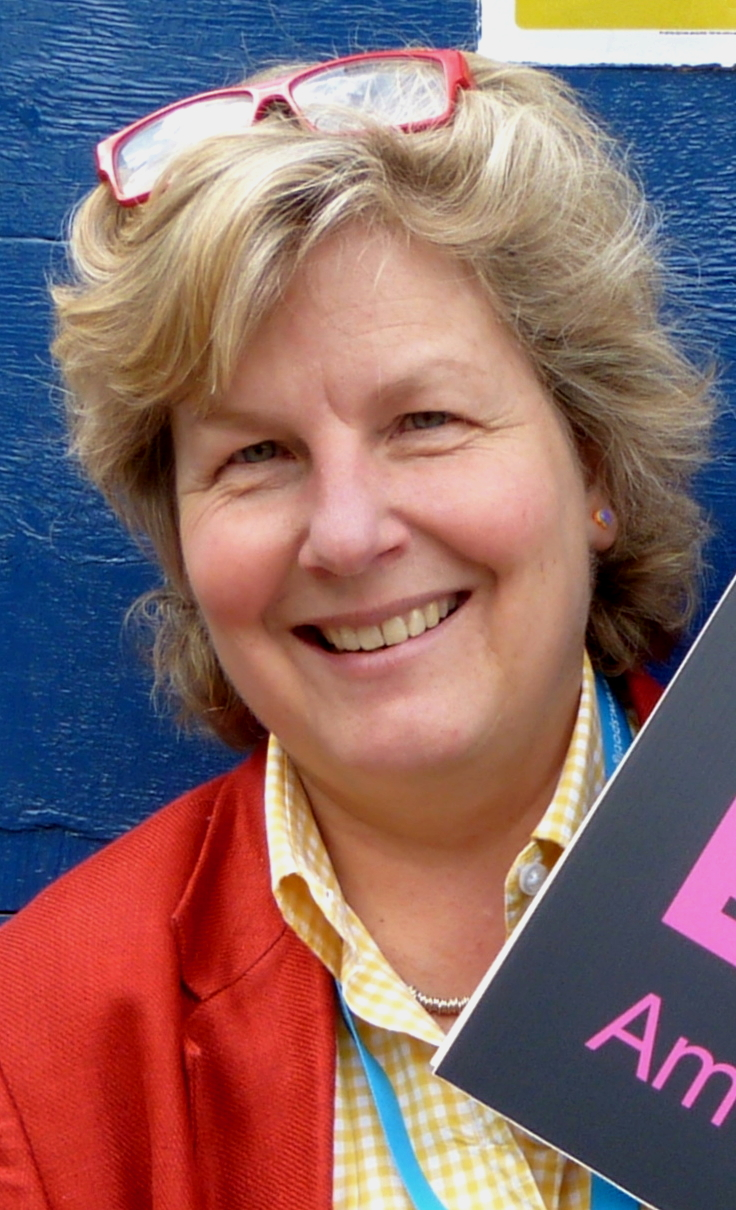
Sandi Toksvig apresenta o programa QI.

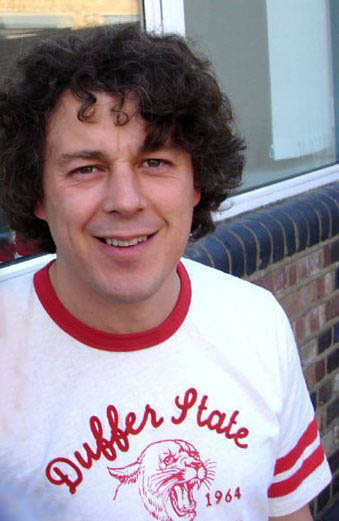
Alan Davies participa da bancada de QI em todos os episódios.

QI, acrônimo de Quite Interesting, é um game show britânico, apresentado Sandi Toksvig   . O programa reúne quatro convidados, geralmente comediantes, sendo três diferentes a cada programa e um convidado fixo, o humorista Alan Davies. O programa consiste na apresentação de fatos interessantes ou pouco conhecidos, ligados a um certo tema, comentados pelos participantes de forma descontraída.
QI completou sua sétima temporada em 2010, com 92 episódios. O programa tem grandes audiências, e recebeu críticas, em geral, favoráveis. Além de Alan Davies, que participa de todos os episódios, os convidados com aparições mais frequentes no programa são Jo Brand, Phill Jupitus, Sean Lock, Bill Bailey, Rich Hall, Jimmy Carr, Clive Anderson, David Mitchell e Rob Brydon.